# Michaeli-Gymnasium München

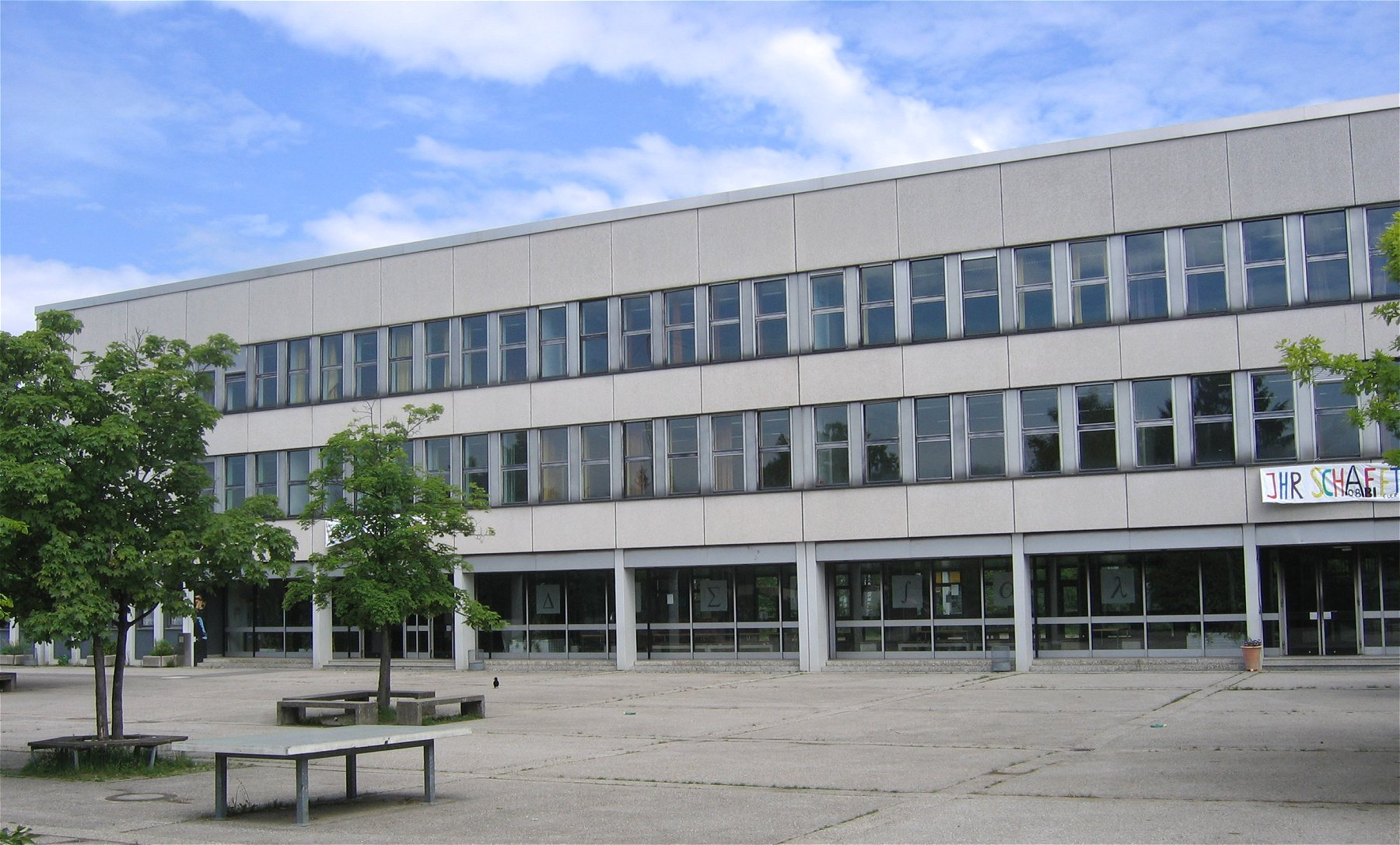
Blick auf das Hauptgebäude

Das Michaeli-Gymnasium München (kurz: „MGM“) ist ein 1971 gegründetes naturwissenschaftlich-technologisches und sprachliches Gymnasium im Münchner Stadtbezirk Berg am Laim.

## Geschichte und Entwicklung
Ausgelöst durch den starken Anstieg der Bevölkerung Münchens in den 1950er- und 1960er-Jahren sowie durch den in den 1960er-Jahren verstärkt einsetzenden Zuspruch der Schüler und Eltern in Richtung der Schulart Gymnasium, gab es in München ab Mitte der 1960er-Jahre einen Mangel an Gymnasien.
Als Reaktion darauf wurden im Rahmen eines umfangreichen Neubauprogrammes in den Stadtteilen außerhalb des Mittleren Rings zu Beginn der 1970er-Jahre zahlreiche Gymnasien in der für die damalige Zeit typischen, nüchternen Betonarchitektur neu gebaut.
Hierzu zählt auch das Michaeli-Gymnasium, welches zu Beginn des Schuljahres 1971/72 dem Schulbetrieb übergeben wurde.
Um Kosten sowie Zeit für die Planung zu sparen, basiert das Michaeli-Gymnasium exakt auf den Bauplänen des zur gleichen Zeit neu errichteten Thomas-Mann-Gymnasiums im Münchner Stadtteil Forstenried, sodass diese beiden Schulen absolut identisch gebaut wurden. Auch das ebenfalls gleichzeitig errichtete Wilhelm-Hausenstein-Gymnasium im Stadtteil Bogenhausen entstand nach identischen Bauplänen, wurde jedoch um ein vollwertiges drittes Obergeschoss erweitert. Sowohl das Thomas-Mann-Gymnasium als auch das Wilhelm-Hausenstein-Gymnasium sind infolge von Platzmangel und wegen des zunehmenden Sanierungsbedarfs der Gebäude inzwischen in Neubauten umgezogen, lediglich das Michaeli-Gymnasium befindet sich noch immer an seinem ursprünglichen Standort.
Durch die in den 1970er-Jahren weiterhin ungebremst ansteigenden Schülerzahlen erreichte das für etwa 1.000 Schüler ausgelegte Michaeli-Gymnasium schon bald seine Kapazitätsgrenze, so dass ab Mitte der 1970er-Jahre Wanderklassen eingerichtet werden mussten. Abhilfe schaffte ein in Holzbauweise erstellter Behelfsbau, der sogenannte „Pavillon“, mit acht zusätzlichen Klassenzimmern. Er wurde zum Schuljahr 1979/80 – die Schülerzahl war mittlerweile auf über 1.200 gestiegen – dem Schulbetrieb übergeben. Bedingt durch die nachfolgenden, schwächeren Geburtenjahrgänge, ging die Schülerzahl ab Mitte der 1980er-Jahre wieder dauerhaft auf unter 1.000 zurück. Im April 2012 wurde er aufgrund akuter Einsturzgefahr geschlossen und abgerissen.
Unter anderem infolge der zahlreich neu angelegten Wohngebiete im Münchner Osten steigt die Schülerzahl seit den Anfängen der 2000er wieder an und liegt mit knapp 1.200 Schülern fast wieder auf dem Niveau der späten 1970er-Jahre. Die Schüler verteilen sich aktuell auf 35 Klassen sowie 105 Kurse in der Kollegstufe.
Um den Anforderungen des in Bayern zum Schuljahr 2004/05 eingeführten achtjährigen Gymnasiums gerecht zu werden, wurde außerdem zum Schuljahr 2007/08 ein zweiter Erweiterungsbau mit Mensa, Aufenthaltsräumen und Räumen zur Hausaufgabenbetreuung errichtet. Inzwischen wurde dieser Bau um weitere Klassenräume, einen Computerraum und ein neues Lehrerzimmer erweitert.
Des Weiteren wurde eine neue 3. Turnhalle gebaut und 2012 der Schulhof erneuert.

## Namensgebung
Der Name des Michaeli-Gymnasiums erinnert an die Lage der Schule in der Nähe des früheren Ortsteiles Michaeliburg sowie in der Nähe der St. Michaels-Kirche als Wahrzeichen des Stadtteils.
In die engere Wahl für die Namensgebung kamen bei der Abstimmung Anfang der 1970er-Jahre auch die Namen Karl-Valentin-Gymnasium sowie Olympia-Gymnasium, da das erste Schuljahr des Michaeli-Gymnasiums im selben Jahr wie die Olympischen Sommerspiele in München war.

## Gebäude und Schulgelände
Die Umbauten am Hauptgebäude zur Brandschutzsanierung sind fertiggestellt. Zurzeit besteht die Schule aus dem quadratischen, mit Innenhof ausgestatteten Hauptgebäude, der Mensa mit dem Mensa-Anbau (ca. 15 Klassenzimmer), welcher aus einer Verlängerung und einem zusätzlichen Flügel mit kleiner Aula besteht, den drei Turnhallen und einem großen Sportplatz mit einem Fußballfeld, einem roten Hartplatz, einer 100 m Rennstrecke und einem Weitsprung-Sandkasten.
Der neue Beachvolleyballplatz wurde im Dezember 2017 fertiggestellt, nachdem der alte aufgrund des Baus der dritten Turnhalle abgerissen werden musste.
(Stand: April 2018)

## Bekannte Ehemalige
- Udo Wachtveitl (* 1958), Schauspieler[2]
- Tobias Roth (* 1985), Lyriker
- Valentin Radutiu (* 1986), Cellist
- Sebastian Benesch (* 1987), Moderator
- Frederic Böhle (* 1988), Schauspieler
- Florian Schmidt-Sommerfeld (* 1990), Sportreporter
- Kevin Iannotta (* 1993), Schauspieler
- Sandro Iannotta (* 1998), Schauspieler